# Ilychytis
Ilychytis é um gênero de mariposa pertencente à família Acrolepiidae.